# Tricentra ignefumosa
Tricentra ignefumosa là một loài bướm đêm trong họ Geometridae.